# Бастроп (Техас)
Бастроп (англ. Bastrop) — город в США, расположенный в штате Техас, административный центр одноимённого округа. Город расположен в 48 километрах к востоку от столицы штата Остина и является частью Большого Остина. Население Бастропа, согласно переписи 2010 года, составляло 7218 человек, по оценке Бюро переписи США в 2018 году в городе проживало 8736 человек. Город основан в 1832 году.

## История
Город находится на пересечении старой дороги Сан-Антонио с рекой Колорадо и начиная с 1804 года, когда был построен форт Пуэста-дель-Колорадо (исп. Puesta del Colorado), на месте нынешнего города стали размещаться испанские солдаты.
Город назван в честь простолюдина Филиппа Хендрика Неринга Богеля, который на своей родине в Нидерландах разыскивался за присвоение чужого имущества и скрывался в Техасе под именем Фелипе Энрике Нери, барон де Бастроп. Этот человек помог Стивену Остину и его отцу Мозесу получить земельные гранты и некоторое время служил у них в качестве земельного комиссара. В 1827 году, после смерти Бастропа, Остин убедил власти Мексики назвать новое поселение из 100 семей его именем.

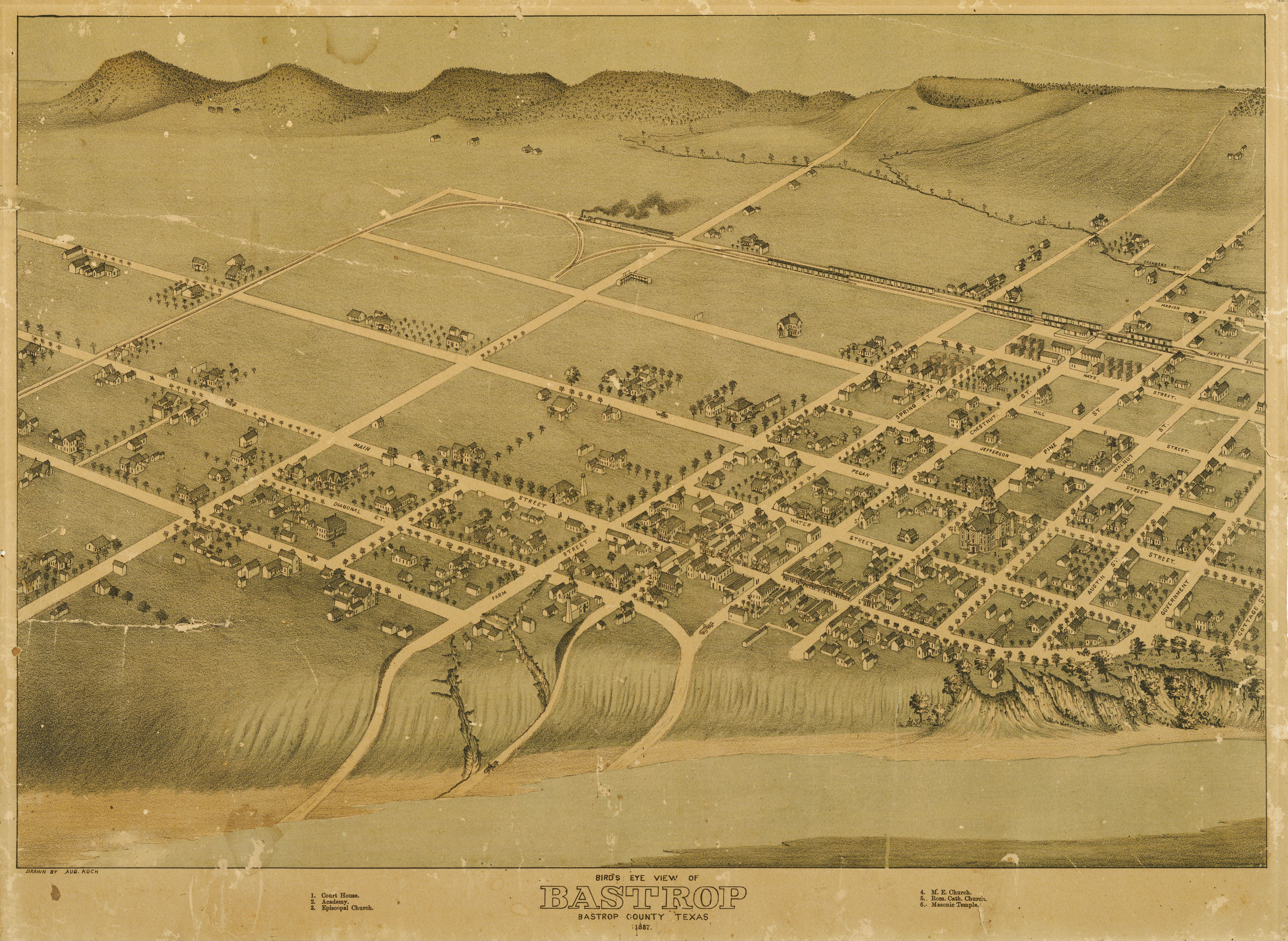
Карта Бастропа в 1887 году

8 июня 1832 года были заложены центральная площадь города и блоки общественных зданий. Изначально город стал называться Бастроп, но через два года власти штата Коауила-и-Техас поменяли название города и он несколько лет носил название Мина в честь Мартина Хавьера Мина, испанского юриста и военного, ставшего героем мексиканской революции. 18 декабря 1837 года город вошёл в состав Техаса и был переименован обратно в Бастроп.
Центр города находится рядом с лесом из ладанных сосен, являющегося западной окраиной региона Пайни-Вудс. Будучи единственным источником в регионе, Бастроп стал поставлять древесину в Остин в 1839 году, а позже в Сан-Антонио и на территорию Мексики.
Большая часть центра города, включая здание окружного суда, была уничтожена пожаром 1862 года. В результате большинство зданий было заново отстроено только после гражданской войны. В 1979 году в национальный реестр исторических мест США было внесено 131 здание и историческое место, находящиеся в Бастропе. Таким образом Бастроп заслужил титул «наиболее исторического маленького города в Техасе».

### Пожары 2011 года
4 сентября 2011 года упавшие на линии электропередач деревья вызвали два лесных пожара. Первый начался в непосредственной близости к Бастропскому парку штата, а второй примерно в 6 километрах к северу от него. Засуха в Техасе и сильный ветер с Мексиканского залива, где в это время бушевал тропический шторм Ли, способствовали образованию самого разрушительного пожара за всю историю Техаса. К 6 сентября в пожаре погибло два человека, сгорело 600 домов и пожарные были не в состоянии сдержать распространение огня. 7 сентября степень локализации составила 30%, а 11-го числа было локализовано около 50%, а число сгоревших домов достигло 1500. 10 октября было объявлено об окончательной локализации огня, а окончательно потушен пожар был только 28 января 2012 года. В итоге пожара погибло два человека, сгорело 1673 дома, а общий ущерб составил 325 миллиона долларов США.

## География
Бастроп находится в центральной части округа, его координаты: 30°06′42″ с. ш. 97°19′22″ з. д..
Город располагается вдоль реки Колорадо, деловой район располагается на восточном берегу реки, однако рост города происходит на обоих берегах. Согласно данным бюро переписи населения США, площадь города составляет 28,5 км2, из которых 28,1 км2 — суша, а 0,4 км2 составляет водное пространство.
В 5 километрах к северо-востоку от города находится озеро Бастроп площадью 3,67 км2 под управлением Администрации Нижнего Колорадо. Озеро в основном используется для охлаждения электростанции Сима Гидеона, также на берегах озера расположены два общественных парка.

### Климат
Самым тёплым месяцем является август, самая высокая температура, 44 °C, была зафиксирована в 1954 году, а затем повторена в 2000. Самым холодным месяцем является январь, самая низкая температура, -18 °C, зафиксирована в 1930 году. Больше всего осадков выпадает в октябре.
| Показатель                    | Янв. | Фев. | Март | Апр. | Май   | Июнь | Июль | Авг. | Сен. | Окт.  | Нояб. | Дек. |
| ----------------------------- | ---- | ---- | ---- | ---- | ----- | ---- | ---- | ---- | ---- | ----- | ----- | ---- |
| Абсолютный максимум, °C       | 31   | 36   | 37   | 39   | 39    | 41   | 44   | 43   | 44   | 41    | 34    | 33   |
| Средний суточный максимум, °C | 17   | 19   | 23   | 27   | 31    | 33   | 35   | 36   | 33   | 28    | 23    | 18   |
| Средний суточный минимум, °C  | 3    | 5    | 9    | 13   | 18    | 21   | 22   | 22   | 19   | 13    | 8     | 4    |
| Абсолютный минимум, °C        | −18  | −14  | −8   | −6   | 3     | 6    | 6    | 10   | 6    | −4    | −7    | −16  |
| Норма осадков, мм             | 65,0 | 64,5 | 72,4 | 67,3 | 114,3 | 93,0 | 56,6 | 55,6 | 93,7 | 122,4 | 83,8  | 69,1 |
| Источник: The Weather Channel |      |      |      |      |       |      |      |      |      |       |       |      |

## Население
Согласно переписи населения 2010 года, в 2010 году в городе проживали 7218 человек, 2695 домохозяйств, 1727 семей. Расовый состав города: 75,4 % — белые, 12,4 % — чернокожие, 0,8 % — коренные жители США, 1,3 % — азиаты, 0 % — жители Гавайев или Океании, 6,9 % — другие расы, 3,2 % — две и более расы. Число испаноязычных жителей любых рас составило 24,3 %.
Из 2695 домохозяйств, в 32,7 % проживают дети младше 18 лет. В 42,9 % случаев в домохозяйстве проживают женатые пары, 16,7 % — домохозяйства без мужчин, 35,9 % — домохозяйства, не составляющие семью. 31,1 % домохозяйств представляют собой одиноких людей, 14,0% — одиноких людей старше 65 лет. Средний размер домохозяйства составляет 2,48 человека. Средний размер семьи — 3,11.
27,6 % населения города младше 20 лет, 27,0 % находятся в возрасте от 20 до 39, 30,1 % — от 40 до 64, 15,3 % — 65 лет и старше. Средний возраст составляет 36,9 лет.
Согласно данным пятилетнего опроса 2018 года, средний доход домохозяйства в Бастропе составляет 61 538 долларов США в год, средний доход семьи — 79 141 доллар. Доход на душу населения в городе составляет 27 677 долларов США. Около 4,7% семей и 5,5% населения находятся за чертой бедности. В том числе 8,7 % в возрасте до 18 лет и 7 % в возрасте 65 и старше.

## Экономика
Согласно данным корпорации экономического развития Бастропа, крупнейшими работодателями в городе являются:
| Работодатель                                       | Число работников |
| -------------------------------------------------- | ---------------- |
| Независимый школьный округ Бастропа                | 1427             |
| Отель и курорт Hyatt Regency Lost Pines            | 650              |
| Округ Бастроп                                      | 464              |
| Онкологический центр имени М.Д. Андерсона (филиал) | 439              |
| H-E-B (супермаркет)                                | 408              |
| Walmart суперцентр                                 | 311              |
| Agilent Technologies                               | 306              |
| Федеральное исправительное учреждение Бастропа     | 276              |
| Buc-ee's (супермаркет и заправочная станция)       | 169              |
| Bluebonnet Electric Cooperative                    | 168              |

## Образование и культура
Школы города обслуживаются независимым школьным округом Бастропа. Общественный колледж Остина предоставляет ряд вечерних курсов, которые проходят в здании старшей школы Бастропа.

### Средства массовой информации
Газета The Bastrop Advertiser считается одной из старейших еженедельно публикуемых газет. Первый выпуск (издание тогда называлось The Bastrop Advertiser and County News) состоялся 1 марта 1853 года. В округе Бастроп также выходит ряд других газет, например Elgin Courier.

### Фильмы, частично или полностью снимавшиеся в Бастропе
В Бастропе проходили съемки большого количества фильмов. В их числе «Любя Молли», первая версия фильма «Техасская резня бензопилой», «Вот такие пироги», «Мужество в бою», ремейк 2004 года фильма «Форт Аламо», «Все парни любят Мэнди Лэйн», «Светлячки в саду», «Пятница, 13-е», «Жизнь Дэвида Гейла», «Майкл», «Настоящие женщины», «Древо жизни», «Берни», «Идеальный мир», «Джо». После пожара 2011 года был снят фильм «Властелин разметки».

## Известные люди
- Майкл Муркок — писатель-фантаст.
- Марк Уильям Кэлвей — американский рестлер, известный под прозвищем Гробовщик.